# De Euphorbiacearum Generibus
De Euphorbiacearum Generibus (abreviado Euphorb. Gen.) es un libro ilustrado con descripciones botánicas que fue escrito por médico y botánico francés Adrien-Henri de Jussieu. Fue publicado en París en el año 1824 con el nombre de De Euphorbiacearum Generibus medisque earumdem viribus tentamen, tabulis aeneis 18 illustratum.